# Eruguera de les Comores
L'eruguera de les Comores (Ceblepyris cucullatus) és una espècie d'ocell de la família dels campefàgids (Campephagidae).

## Hàbitat i distribució
Habita boscos, vegetació secundària i manglars de Gran Comore i Mohéli a les Illes Comores.